# Flora Steiger-Crawford

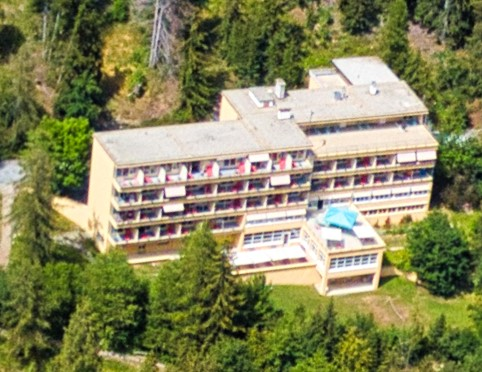
Hotel Bella Lui, Crans-Montana, Baujahr 1929

Flora Steiger-Crawford (* 1. September 1899 in Bombay; † 30. Juli 1991 in Zürich) war eine Schweizer Architektin, Möbeldesignerin und Bildhauerin. Sie war die erste diplomierte Architektin der Schweiz.

## Leben und Wirken

### Familie
Flora Steiger-Crawford war die Tochter des Elektroingenieurs Archibald Allan Crawford und der Marie Elisabeth Veillon. Sie war mit dem Architekten Rudolf Steiger verheiratet und Mutter der Architekten Martin Steiger und Peter Steiger. Ihre Schwester Lily Crawford (1896–1979) war mit dem Schriftsteller Rudolf Jakob Humm verheiratet.
Flora Steiger-Crawford fand auf dem Friedhof Witikon ihre letzte Ruhestätte.

### Berufe
Die vielseitig begabte Flora Steiger-Crawford war die erste diplomierte Architektin der Schweiz. Sie studierte bei Karl Moser an der ETH Zürich. Zusammen mit ihrem Ehemann Rudolf Steiger eröffnete sie 1924 ein Architekturbüro. Das gemeinsam ausgeführte Haus Sandreuter in Riehen von 1924 gilt als das erste Beispiel des Neuen Bauens in der Schweiz.
Sie war an den meisten Gemeinschaftsprojekten beteiligt, konzentrierte sich jedoch zunehmend auf Entwürfe von Einfamilienhäusern und Inneneinrichtungen. Ebenso entwickelte sie Möbel, wie etwa den Stapelstuhl für das Zett-Haus. 1938 zog sie sich aus dem Architektenberuf zurück und widmete ganz sich ihrer bildhauerischen Tätigkeit. Ihre autobiografischen Aufzeichnungen zeugen von der Pionierzeit der Schweizer Moderne.